# Bujor (okręg Marusza)
Bujor – wieś w Rumunii, w okręgu Marusza, w gminie Miheșu de Câmpie. W 2011 roku liczyła 70 mieszkańców.